# Ron Squires
Ronald M. Squires (9 tháng 11 năm 1951 – 8 tháng 1 năm 1993), thường được biết là Ron Squires, là một chính khách người Mỹ từ Vermont. Là một thành viên Đảng Dân chủ, ông đã phục vụ hai năm trong Hạ viện Vermont, đại diện cho Guilford, Vernon và một phần của Brattleboro từ năm 1991 cho đến khi qua đời.

## Tiểu sử
Là một Vermonter thế hệ thứ tám, Squires được bầu vào năm 1990 là nhà lập pháp đồng tính công khai đầu tiên của Vermont. Trong cuộc tổng tuyển cử được tổ chức vào ngày 6 tháng 11 năm 1990, ông đã đánh bại đương kim đảng Cộng hòa Sam Hunt với 38 phiếu. Ông tái đắc cử năm 1992 nhưng qua đời chỉ vài ngày sau khi tuyên thệ nhậm chức nhiệm kỳ thứ hai vào tháng 1 năm 1993. Squires chết vì viêm màng não do virus, một căn bệnh liên quan đến AIDS. Ông đã phục vụ năm năm trong Ủy ban Quốc gia đảng Dân chủ.